# ジェミニアーノ・モンタナリ

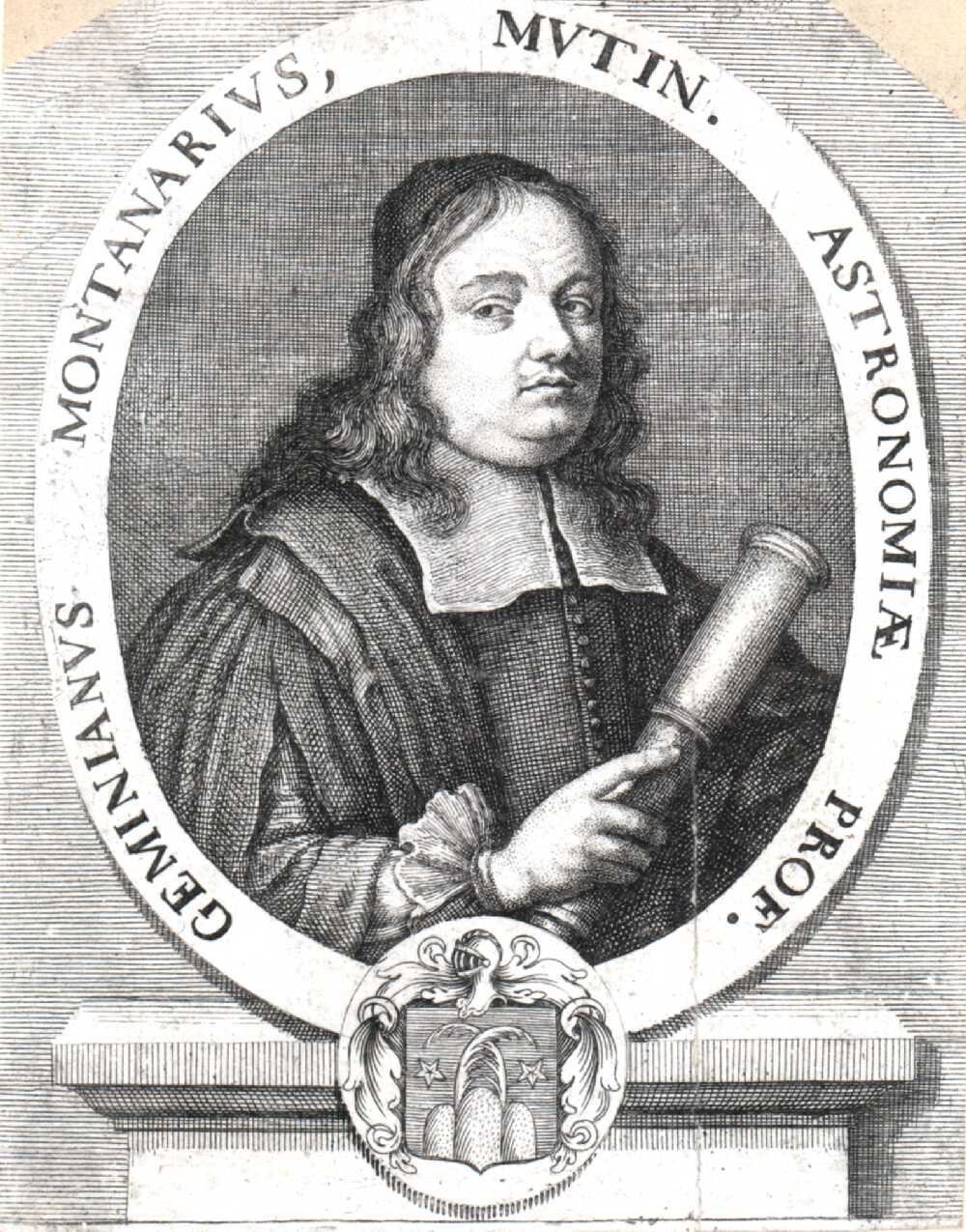
Geminiano Montanari

ジェミニアーノ・モンタナリ（Geminiano Montanari、1633年6月1日 - 1687年10月13日）は、イタリアの天文学者・光学者・物理学者。ペルセウス座の変光星 アルゴルの観測記録を残した。

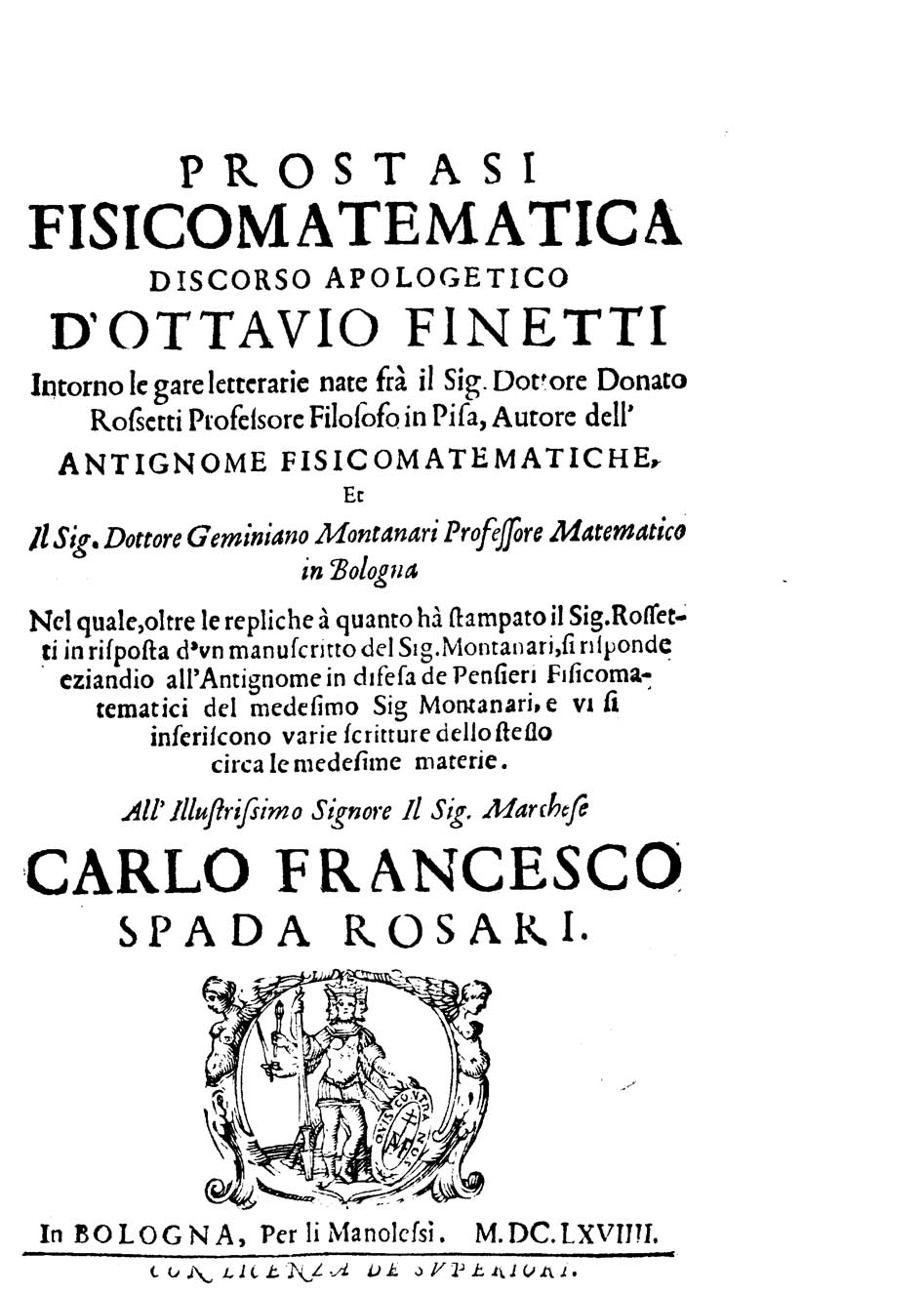
Prostasi fisicomatematica, 1669

モデナに生まれた。フィレンツェで法律を学んだ。ザルツブルク大学を卒業した。1662年かその翌年ボローニャに移り、自作の測定器具により月面図を作成した。また毛細管の実験を行い、液体の粘度について研究した。1667年アルゴルが変光星であることに気付き、記録を残した。1669年にジョヴァンニ・カッシーニのあとを継いでパンツァーノ天文台の教授となり天文学の年鑑を作成した。1679年にパドヴァ大学の教授となった。1687年、死去。